# 加賀秀雄
加賀 秀雄（かが ひでお、1882年（明治25年） - 1945年（昭和20年）8月10日）は日本の政治家。青森県青森市長。

## 来歴
青森県三戸郡五戸村（現・五戸町）出身。青森市に転居し、1913年、青森市会議員に当選、2期務める。1923年に青森県会議員に転じた。1932年に青森市議に復帰し、議長に就任した。このほか青森薪炭会社社長、青森木材(株)取締役、松木屋(株)役員や青森市消防組頭などを務めた。1934年に青森市長に就任、市長在任中は魚市場の設置、ガスの市営化などに手腕を発揮し、また、十和田湖や八甲田山一帯が国立公園に指定された。1936年まで務めた。1945年8月、終戦を目前にして死去した。